# Saint-Barthélemy-d'Anjou
Saint-Barthélemy-d'Anjou é uma comuna francesa na região administrativa da Pays de la Loire, no departamento de Maine-et-Loire. Estende-se por uma área de 14,58 km². Em 2010 a comuna tinha 9 436 habitantes (densidade: 647,2 hab./km²).